# Eocyclotosaurus
L'eociclotosauro (gen. Eocyclotosaurus Ortlam, 1970) è un anfibio estinto, appartenente ai temnospondili. Visse nel Triassico medio (Anisico, circa 244 milioni di anni fa) e i suoi resti fossili sono stati ritrovati in Europa e in Nordamerica.

## Descrizione
Questo animale non raggiungeva le enormi dimensioni dei suoi stretti parenti (i capitosauridi): il cranio poteva raggiungere i 30 centimetri di lunghezza e l'intero animale oltrepassava di poco il metro di lunghezza. Eocyclotosaurus è noto principalmente per alcuni crani: questi erano di forma allungata e snella, con ossa frontali a contatto con le orbite e possedevano un paio di doppie aperture nella parte anteriore del palato. L'incisura otica, una regione posteriore tipica di numerosi tetrapodi primitivi, era quasi del tutto scomparsa in favore di una vera e propria finestra otica, data dal contatto dell'osso squamoso con il corno tabulare. Questa caratteristica si sviluppò indipendentemente almeno altre due volte nei capitosauri (Stenotosaurus, Cyclotosaurus).

## Classificazione
Il genere Eocyclotosaurus è stato descritto per la prima volta da Ortlam nel 1970. La specie tipo è Eocyclotosaurus woschmidti, i cui resti fossili sono stati ritrovati in Germania (Baviera). Successivamente venne attribuita a questo genere anche una specie proveniente dalla Francia (E. lehmani), precedentemente attribuita al genere Stenotosaurus e poi al genere Heylerosaurus. 

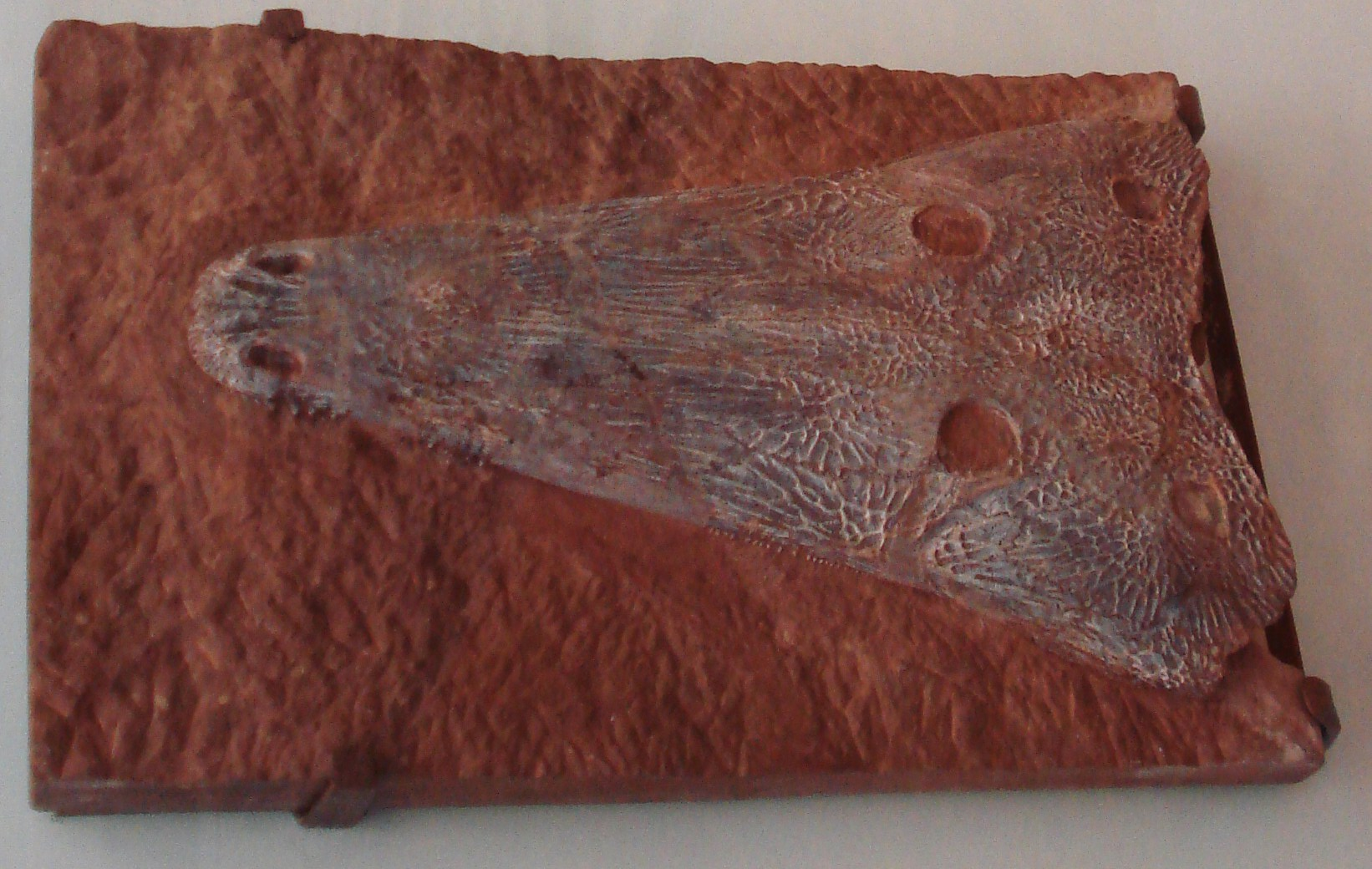
Cranio di Eocyclotosaurus woschmidti

In ogni caso, Heylerosaurus è stato poi considerato sinonimo di Eocyclotosaurus. Spesso, la specie francese è considerata indistinguibile dalla specie tipo. Nel 2000 venne invece descritta una specie nordamericana, E. wellesi, proveniente dalla formazione Moenkopi dell'Arizona. Un'altra specie, descritta nel 2015, è E. appetolatus, rinvenuta in Nuovo Messico.
Eocyclotosaurus è considerato un rappresentante degli eilerosauridi (Heylerosauridae), un gruppo di anfibi temnospondili considerati ancestrali ai grandi capitosauridi del Triassico superiore. Si suppone che Eocyclotosaurus e i suoi più stretti parenti possano essere derivati dai più basali bentosuchidi, che possedevano un'incisura otica ancora ben visibile.

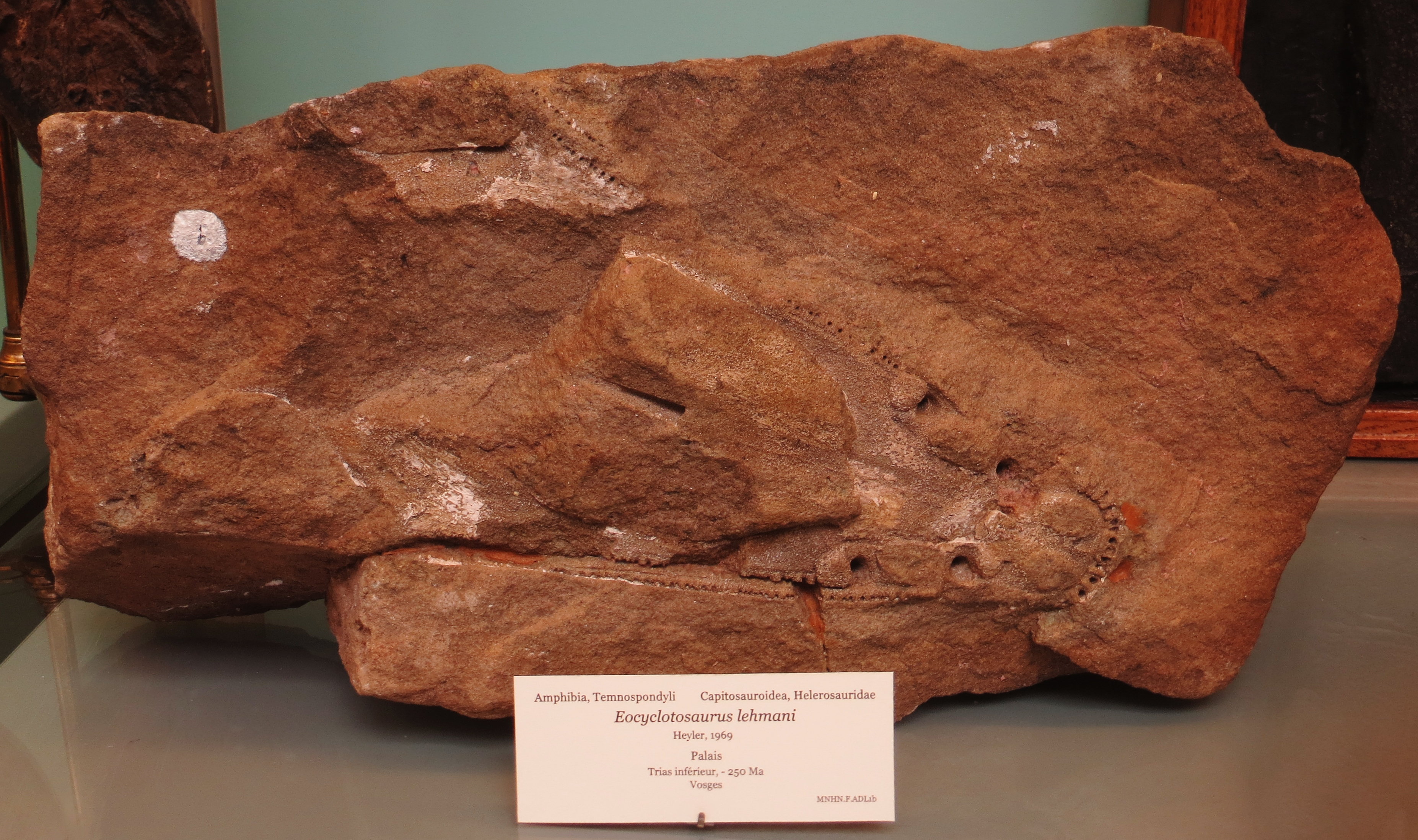
Fossile di Eocyclotosaurus lehmani